# Adilson de Freitas Nascimento
Adilson de Freitas Nascimento, (nacido el 3 de febrero de 1951 en Sao Paulo, Brasil y muerto el 3 de diciembre de 2009 en Campinas, Brasil) fue un jugador brasileño de baloncesto.